# 电阻焊
电阻焊是一种焊接工艺，人們通过用电流加热兩個已互相接触的金属部件，使接头处的金属熔化，从而使它们永久地连接起来。电阻焊被广泛用于钢管制造和汽车车身的組裝等領域。